# Savai'i

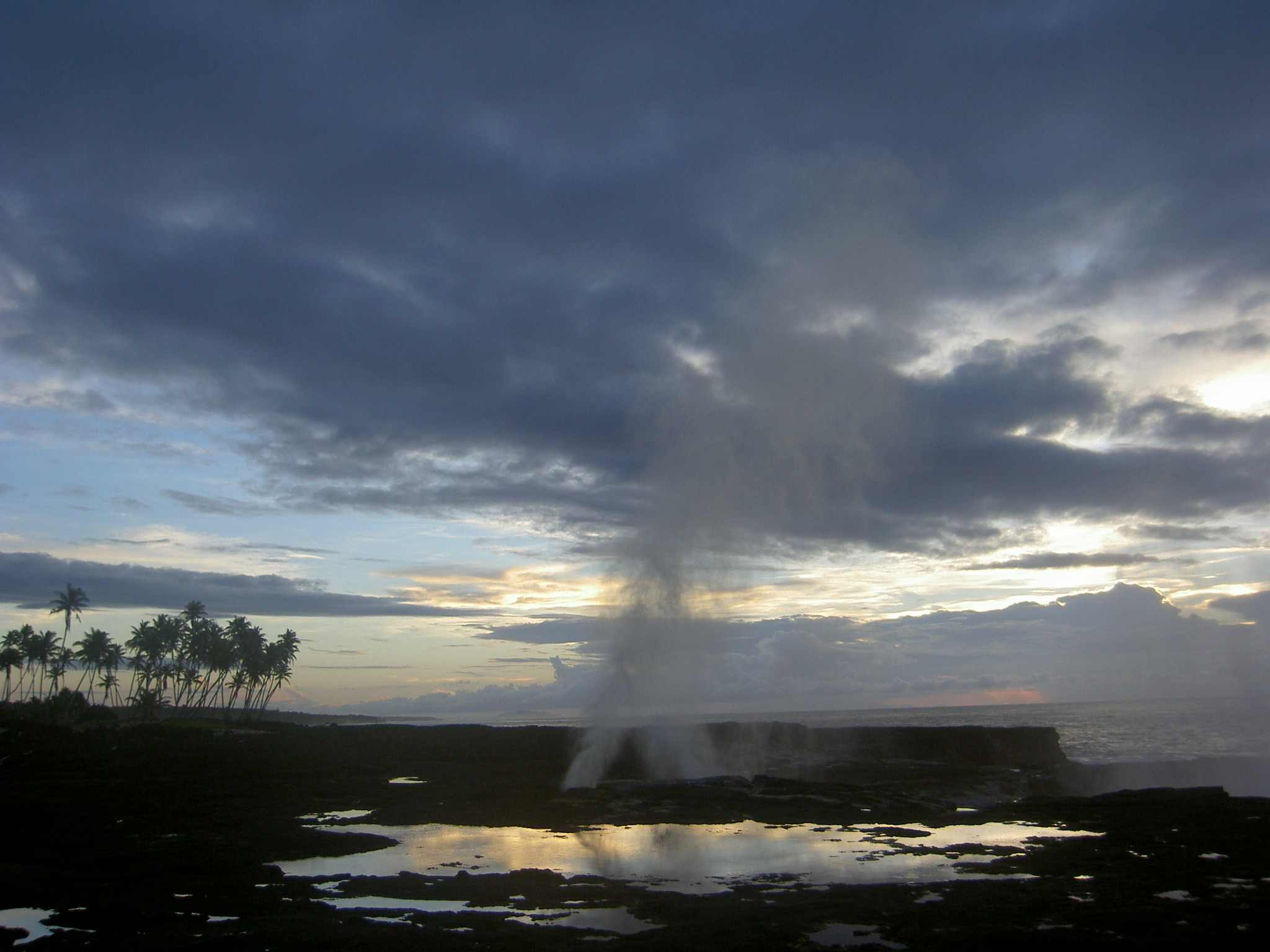
Géiser marítimo de Alofaʻaga.

Savaiʻi es la isla más grande de Samoa, incluso más grande que todas las otras islas del país juntas. Se la conoce como El alma de Samoa. La isla está formada por un volcán basáltico que surge del océano Pacífico. El volcán de Savaiʻi se encuentra activo, aunque entró en erupción por última vez en 1911. Hogar de aproximadamente 50.000 personas, esta isla está menos desarrollada que Upolu, la otra isla principal. Los puertos de Salelologa y de Asau se sitúan en Savaiʻi.
En Savaiʻi se ubican los géiseres marítimos de Alofaʻaga y las Pirámides de Pulemele, que datan de las épocas prehistóricas. En los inicios del siglo XIX, la isla a veces fue llamada Pola.
La isla forma parte del Estado Independiente de Samoa. Su superficie es de 1694 kilómetros cuadrados, y su pico más alto es el monte Silisili.
La mayor parte de la costa son playas bordeadas de palmeras y hay selvas tropicales, cascadas, cuevas, piscinas de agua dulce, espiráculos y arrecifes de coral. También hay numerosos yacimientos arqueológicos, incluidos montículos de estrellas, fortificaciones y pirámides como el montículo Pulemelei en el distrito de Palauli. La arqueología samoana ha descubierto muchos asentamientos prehistóricos, incluidos los yacimientos de Vailoa y Sapapaliʻi.
La isla es el volcán en escudo más grande del Pacífico Sur. Sus erupciones más recientes fueron a principios del siglo XX. Su región central comprende la selva tropical de Savaiʻi, que se extiende sobre 72 699 hectáreas (727 km²), que es la selva tropical contigua más grande de Polinesia.
Está salpicada de más de 100 cráteres volcánicos y contiene la mayoría de las especies nativas de flora y fauna de Samoa, lo que la convierte en una de las áreas de conservación de más importancia de todo el mundo.

## Actividad volcánica

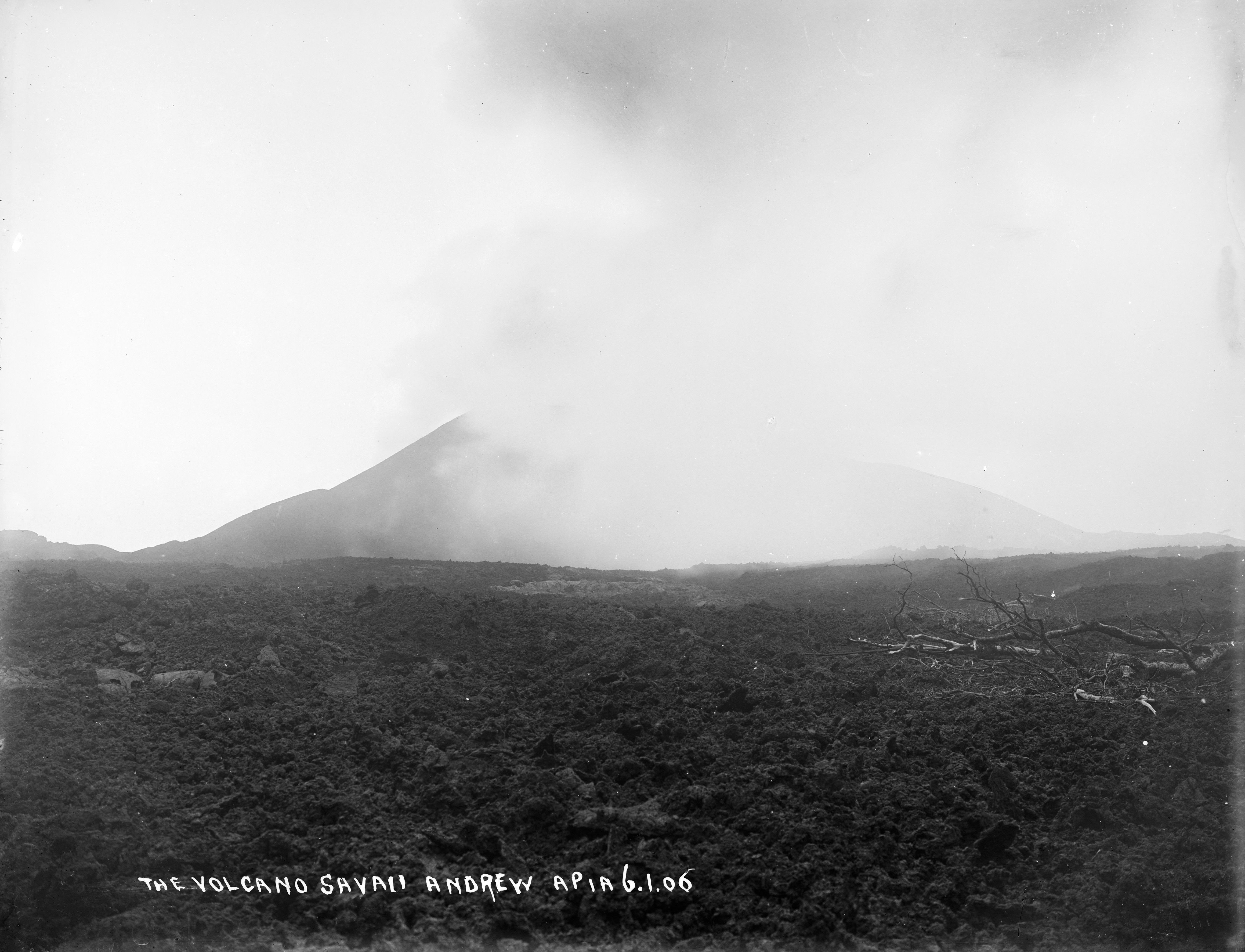
Volcán activo en la isla Savai'i, Samoa, 1906.

La isla consiste en un volcán en escudo similar en forma a los volcanes hawaianos. La isla tiene por consiguiente un perfil inclinado, alcanzando una altitud máxima de 1.858 metros en el Monte Silisili.
Savai'i sigue siendo volcán activo, con erupciones recientes en Matavanu entre 1905 y 1911, Mata Afi Ole en 1902 y Mauga Afi en 1725. El campo de lava en Saleaula causado por las erupciones de Matavanu en el vigésimo siglo es bastante extenso y es visible en fotografías satelitales.

## Demografía
Según el censo realizado en el año 2001 esta isla tiene una población de 50.000 pobladores aproximadamente. Su densidad de 28.1 habitantes por kilómetro cuadrado.
Sus grupos étnicos son: Samoanos 92.6%, Euroasiáticos (Personas con sangre Europea y Polinesia) 7% y Europeos 0.4%.